# Uhlířov
Uhlířov (en allemand : Köhlersdorf) est une commune du district d'Opava, dans la région de Moravie-Silésie, en République tchèque. Sa population s'élevait à 376 habitants en 2021.

## Géographie
Uhlířov se trouve à 4 km au nord-ouest de Hradec nad Moravicí, à 7 km au sud-ouest d'Opava, à 32 km à l'ouest-nord-ouest d'Ostrava et à 245 km à l’est de Prague.
La commune est limitée par Slavkov au nord, par Otice et Branka u Opavy à l'est, par Hradec nad Moravicí au sud-est et au sud, et par Štáblovice à l'ouest.

## Histoire
La première mention écrite de la localité date de 1389.

## Transports
Par la route, Uhlířov se trouve à 8 km d'Opava, à 44 km d'Ostrava et à 316 km de Prague.